# Pont Franjo-Tuđman
 (mars 2024).
Si vous disposez d'ouvrages ou d'articles de référence ou si vous connaissez des sites web de qualité traitant du thème abordé ici, merci de compléter l'article en donnant les références utiles à sa vérifiabilité et en les liant à la section « Notes et références ».
Le pont Franjo Tuđman, en croate : Most dr. Franje Tuđmana, est un pont à haubans situé au nord de Dubrovnik en Croatie. Il permet à la route nationale croate D8 de franchir le Rijeka Dubrovačka (en), un aber de la Mer Adriatique. Il a été conçu en 1989, mais sa construction a été stoppée en raison de la Guerre de Croatie.